# Louis Beysson
Pour les articles homonymes, voir Besson.
 (août 2024).
Si vous disposez d'ouvrages ou d'articles de référence ou si vous connaissez des sites web de qualité traitant du thème abordé ici, merci de compléter l'article en donnant les références utiles à sa vérifiabilité et en les liant à la section « Notes et références ».
Louis Antoine Besson, dit Louis Beysson, né le 28 février 1856 à Lyon, mort le 7 août 1912 à Champagne-au-Mont-d'Or, est un peintre et écrivain français.

## Biographie
Louis Antoine Besson est né dans une famille de la bonne bourgeoisie lyonnaise, son père fait commerce dans la soie. Il fait ses études au Lycée impérial de Lyon puis chez les jésuites au collège Saint-Michel de Fribourg. Il s'inscrit à l'école des Beaux-Arts de Lyon et travaille dans l'atelier de Danguin.
Grâce au soutien d'Aimé Vingtrinier (1812-1903), intellectuel humaniste qui se lance dans l'édition en 1852, Beysson publie son premier roman, Geri ou un premier amour, en 1876. Publication limitée puisque le livre évoque pour la première fois dans la littérature française, une histoire d'amour ouvertement homosexuelle.
Il poursuit ses études après son service militaire, hésitant entre l'écriture et la peinture. Le directeur du journal lyonnais Le salut public lui propose en 1881 de devenir correspondant de guerre en Tunisie (voir affaire des Pillards Kroumirs). Là-bas, il fait la connaissance de journalistes parisiens.
Dès son retour en France, il s'installe à Paris. Malgré les difficultés diverses qu'il rencontre, il réussit à faire publier son deuxième roman Mousseline en 1882, qu'il adapte également en pièce de théâtre. Remarqué par Sarah Bernhardt, la pièce est proposée à son fils Maurice Bernhardt alors directeur du Théâtre de l'Ambigu-Comique, situé rue de Bondy (actuelle rue René-Boulanger) dans le 10e arrondissement. Malheureusement il doit quitter son poste, le projet périclite.
Beysson retourne vivre à Lyon où sa pièce est enfin jouée au Théâtre des Célestins en décembre 1884 avec un certain succès qui lui permet de publier à nouveau Geri ou un premier amour sous le titre Un amour platonique (éditions Dentu). Il publie son troisième livre Le fils du Christ en 1885 sans succès. Durant 2 années il dirige une revue littéraire qu'il a créée, Les annales lyonnaises illustrées.
Il revient a la peinture et ouvre un atelier toujours à Lyon, rue Ferrandière. Il se spécialise dans la représentation des gares ferroviaires et des locomotives et rencontre une certaine renommée. Beysson écrit et publie à compte d'auteur deux autres pièces de théâtre, Bismarck à Warzin et Napoléon IV. Il meurt chez lui le 7 août 1912 à Champagne-au-Mont-d'Or hameau de Bidon.

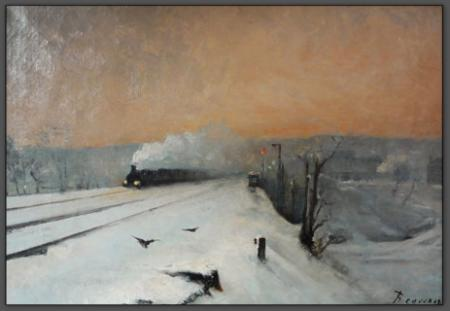
Locomotive par temps de neige, vers 1890

## Vie de famille
Louis Antoine Besson se marie le 20 mars 1896 avec Marie Céleste Rigoulot  qui enseigne la peinture. Déjà mère d'un Alexandre né en 1885, Marie Céleste donne naissance le 7 juillet 1897 à une fille, nommée Renée.
Son cousin germain, le docteur Fleury Rebatel, président du Conseil général du Rhône, est témoin à son mariage.
Louis Antoine Besson est inhumé dans le cimetière de Tassin-la-Demi-Lune.

## Œuvres littéraires
- Geri ou un premier amour (aussi publié sous le titre Un amour platonique en 1884) (1876)
- Mousseline (1882)
- Bismarck à Warzin
- Napoléon IV

## Peintures
- Locomotive monstre (1885)
- Effet de pluie sur une voie ferrée (1890)
- Train par un temps de neige (1891)
- La gare de Perrache  (Musée des beaux-arts de Lyon, acquis en 2003)
- La locomotive (1900) (Musée des Beaux-Arts de Lyon, acquis en 1921)
- La gare au printemps  (Musée des Beaux-Arts de Lyon, acquis en 2003)

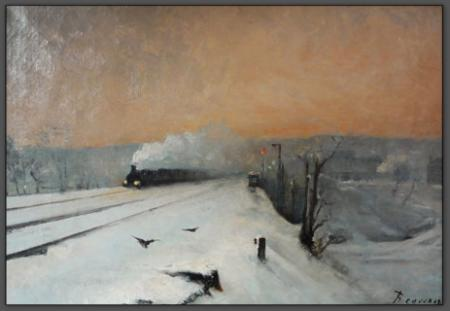
Locomotive par temps de neige
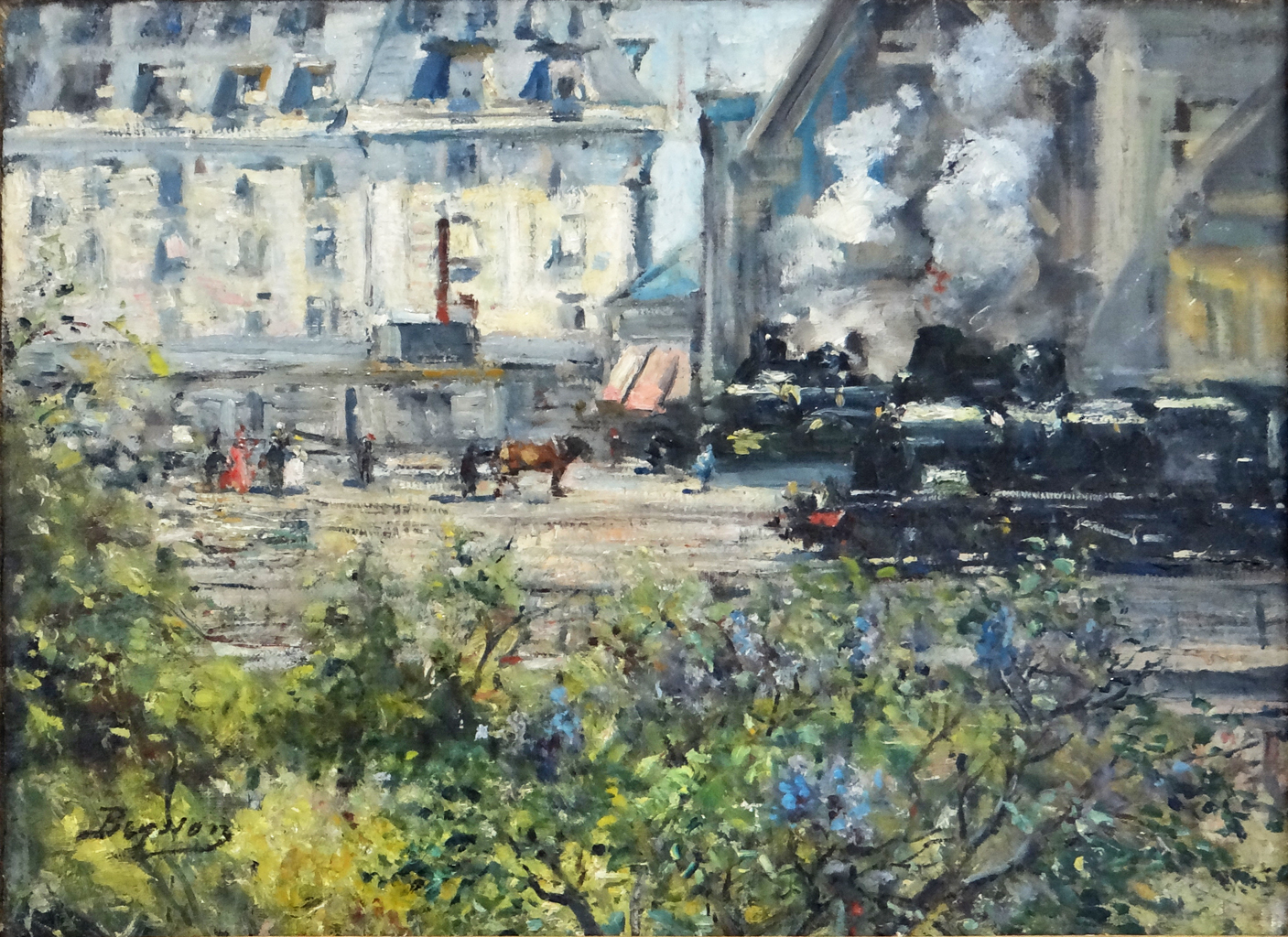
La gare de Lyon-Perrache
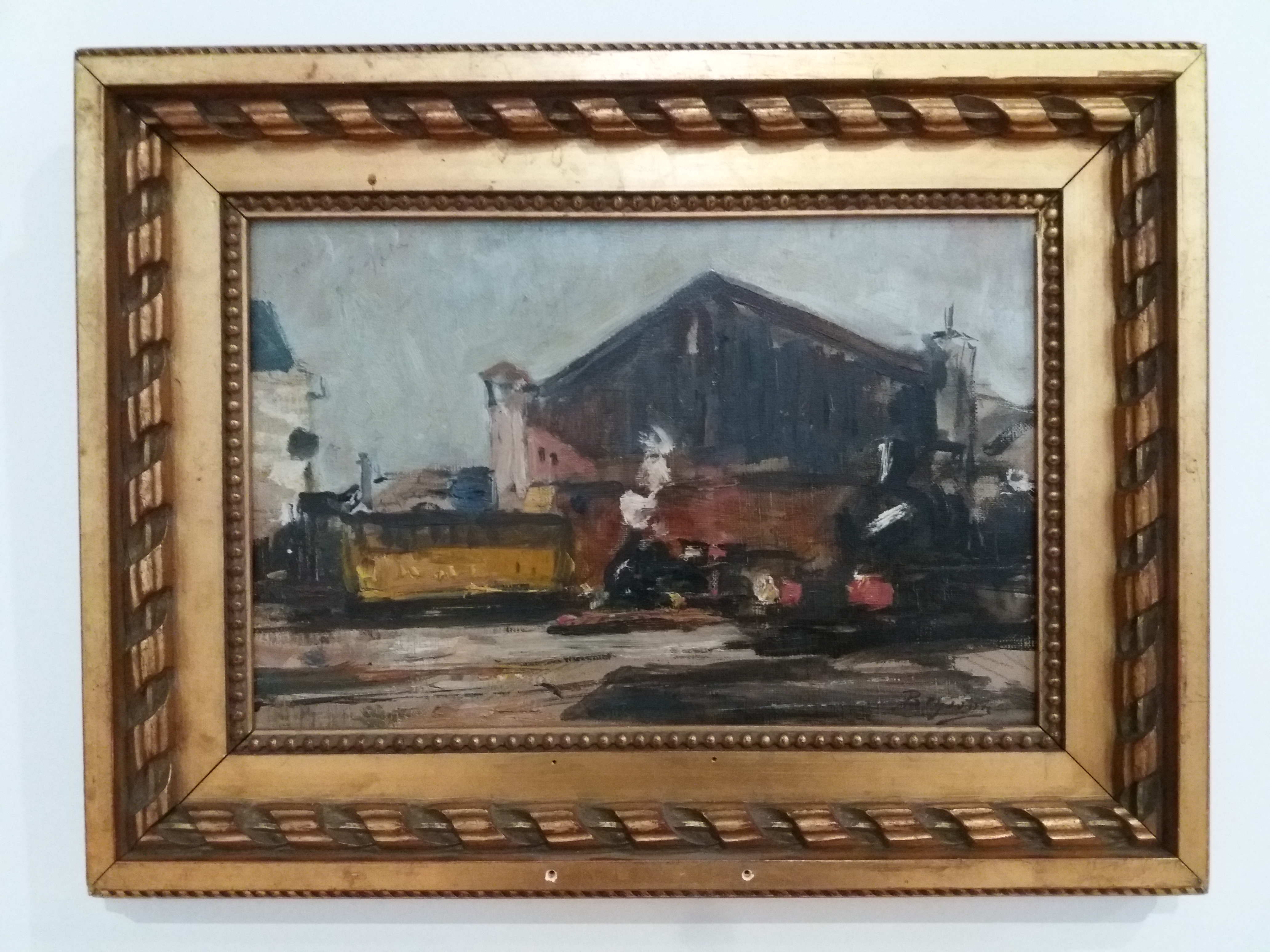
Les machines
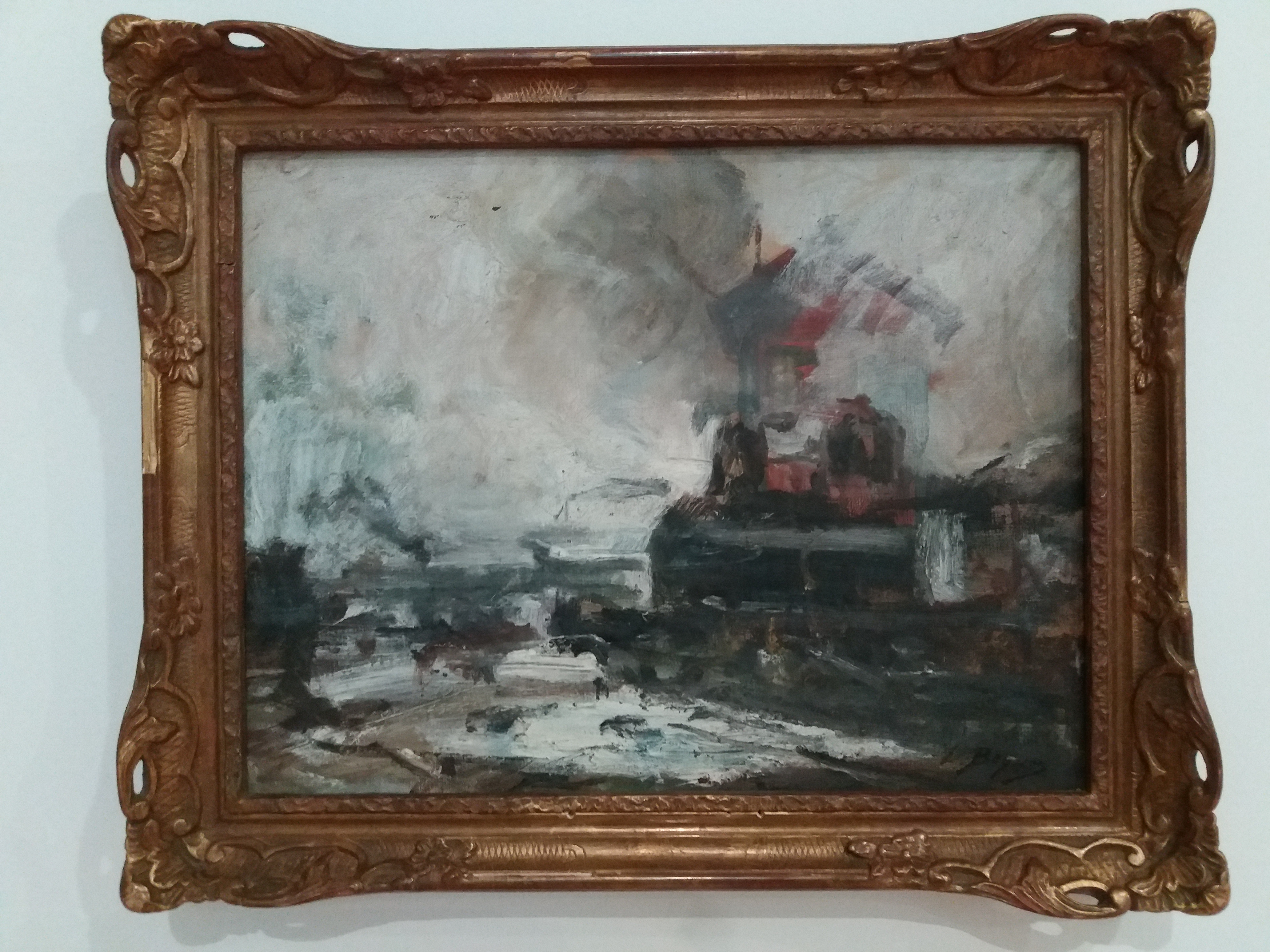
La locomotive